# Václav z Michalovic (opera)
Václav z Michalovic (op. 29) je historická opera o třech jednáních českého skladatele Josefa Bartovského na libreto Eduarda Šimka podle stejnojmenného eposu Svatopluka Čecha. Premiéra se konala 28. června 1928 Městském divadle v Plzni v režii Karla Veverky, dirigoval Antonín Barták. Opera vznikla ke 25. výročí otevření nového Městského divadla v Plzni. 
Jedná se o nejambicióznější z předválečných oper plzeňského skladatele Josefa Bartovského. Libretista Eduard Šimek Čechův epos pro operní účely dramaticky zhustil, posílil milostný příběh a vůbec úlohu žen, zejména Ignacie, a také učinil děj drastičtějším a romantičtějším (motiv tajné chodby). Textově i hudebně se dílo orientuje na vzor romantické historické opery; odlišuje se tak v řadě Bartovského scénických děl od předchozí symbolistické Písně modrých hor i následující Ženy v trojúhelníku se současným námětem i hudbou s prvky jazzu.
Podle zpráv z tisku zadal Bartovský tuto operu i pražskému Národnímu divadlu to ji však nakonec nenastudovalo. Václava z Michalovic – jako jedinou z Bartovského oper – nastudovalo plzeňské divadlo ještě jednou, a to ve své první poválečné sezóně. Premiéra se konala 2. března 1946. 

## Osoby
| osoba                                              | hlasový obor |
| -------------------------------------------------- | ------------ |
| Don Baltazar de Marradas                           | baryton      |
| Don Martin de Hoeff-Huerta                         | tenor        |
| Don Vilém de Verdugo                               | baryton      |
| Marie, neteř Huertova                              | alt          |
| Ignacie, neteř Huertova                            | soprán       |
| Rektor Beskovius                                   | bas          |
| Pater Sidecius                                     | baryton      |
| Václav z Michalovic                                | tenor        |
| Konrád                                             | tenor        |
| Ambrož, sluha Michalovicův                         | bas          |
| Sluha klášterní, za ďábla převlečený, soprán       | baryton      |
| Mniši různých řádů, šlechta, sluhové, lid, vojáci. |              |

## Děj opery
Odehrává se v Praze několik let po tragedii bělohorské.

### 1. dějství
(Refektář jezuitské koleje v Klementinu) V pražské jezuitské koleji se koná velká hostina, na niž jsou pozváni i zástupci ostatních řeholí a šlechta, mezi nimi místrodržitel Baltazer de Marradas a plukovník Martin de Hoeff-Huerta. Druhý z nich přivedl na hostinu i své dvě neteře a schovanky, pyšnou a rozmarnou Marii a něžnou Ignacii, avšak převlečené za mladé panoše, aby měly přístup na mužskou slavnost. Marradas dává přinést obrovský dort, na němž jsou vyvedeny postavičky kacířů od antických schizmatiků přes Husa a Jeronýma až k Lutherovi, Kalvínovi a Zwinglimu. Před započetím jídla čte z knihy zásluh jezuitského řádu v Čechách pohledný novic Václav. Hostům se mládenec líbí a ptají se na jeho původ. Páter Sedecius vypráví, jak Václava jako dítě ze zjevně protestantského a šlechtického, ale neznámého rodu zachránil na ulici ve zmatku po bělohorské bitvě a přivedl k vychování do koleje.

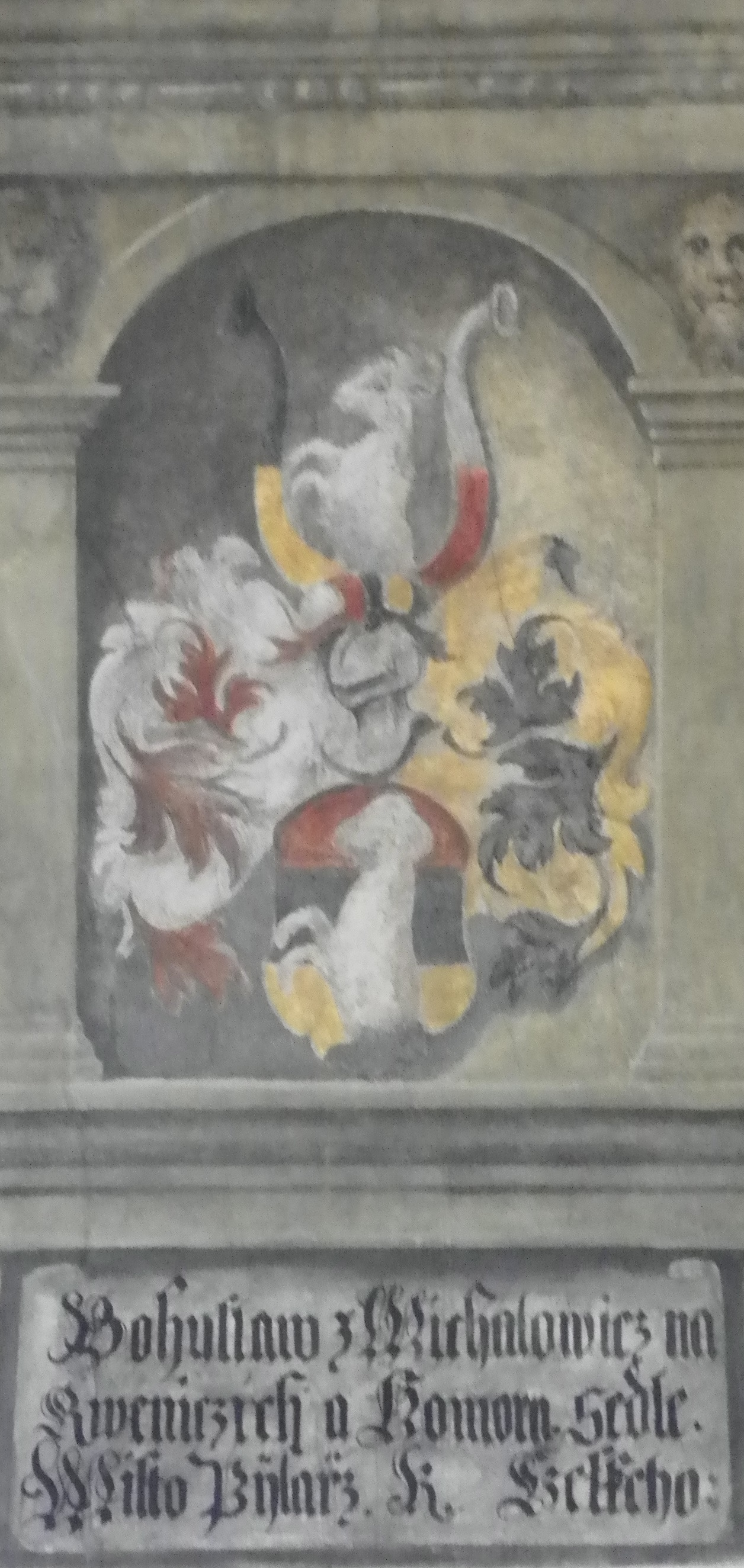
Znak a titul Bohuslava z Michalovic z roku 1605 na stěně místnosti zemských desek ve Starém královském paláci na Pražském hradě

Hosté pak obdivují mistrovský italský obraz Madony, který řád přivezl z Itálie pro plukovníka Huertu. Huertovy neteře při pohledu na něj vzpomínají na vzdálenou vlast (jsou sice rodem Španělky, ale vychovány byly v Itálii). I Václav poznamenává, že by rád viděl Řím, stolici Církve svaté. Dívky s ním zapřádají rozhovor: Marie ho škádlí a ptá se, zda ho není škoda pro řádovou sutanu, ale Václav plamenně hájí církev a laje jejím nepřátelům; ba dokonce otevře okno a hrozí směrem ke Staroměstské mostecké věži, na níž jsou dosud koše s hlavami popravených českých pánů.
Otáčivým obrazem vstoupí do refektáře obávaný vojevůdce Verdugo, oděný v krvavě rudém šatě. Huerta jej vítá, neboť Verdugovi zaslíbil Ignacii; ta se mu ale vyhýbá. Marradas všechny sezývá k podívané a z jeho dortu vyskočí klášterní sluha v masce ďábla a vybízí pobavené hosty, aby si na kacířích pochutnali. Pak se zvedají číše na počest císaře, katolickou církev a jezuitský řád. Václav přitom odhalí převlek Marie a Ignacie, ale dívky si na něm vyprosí, aby jejich tajemství neprozradil. Zábava je ostatně stále bujařejší a přípitky stále nevhodnější pro dívčí uši, neřkuli pro řeholní prostředí.

### 2. dějství
(Zahrady Huertova paláce na Malé Straně) Jezuitský rektor Beskovius, doprovázený Václavem a jeho přítelem Konrádem, přišli do Huertova domu odevzdat obraz Madony. Václav v zahradním altánu narazí na Marii a Ignacii. Dívky jej poznávají a zvou dovnitř. Ač na něj Marie z rozmařilosti i ze žárlivosti zkouší své půvaby, je zjevné, že Václavovi učarovala Ignacie a on jí. Konrád scénu pozoruje zpovzdálí, a když se mu pak Václav vyzpovídá z duševních zmatků, Konrád ho přísně kárá a varuje před ďáblovými osidly.
Když Václav zůstane sám, objeví se za zahradní zídkou starý muž. Václavovy rysy se mu zdají velmi povědomé, vyptává se jinocha na jeho jméno a původ a pak dochází jistoty: Václav je mladým synem staroměstského mučedníka, vladyky Bohuslava z Michalovic, jehož byl stařec jménem Ambrož po mnoho let věrným sluhou a přítelem. Dojat předává hochovi rodinnou kroniku Michaloviců a líčí mu hrdinství a smrt jeho otce. Slibuje ohromenému Václavovi, že ho dostane z kláštera. Václav jej vyprovází netuše, že jejich rozhovor vyslechl Konrád a vše ihned vyzradil rektorovi.
Když se Václav vrátí do zahrady, vyběhne z domu Ignacie a zastaví ho. Nyní, když jsou sami, nijak neskrývá svou lásku a nabízí Václavovi, že mu pomůže k útěku z koleje tajnými chodbami, které dobře zná. Václav neví, kterému ze dvou návrhů na útěk dříve vyhovět. Omámen Ignaciinou krásou před ní kleká a líbá lem jejích šatů, ale ona se s ním loučí polibkem přímo na tvář.

### 3. dějství
(Cela v Klementinu) Václav byl za trest zavřen samoten do cely. Ale čítá ve své knize a rychle ztrácí katolickou víru. Páter Sidecius se jej marně snaží přesvědčit poukazem na dobu a péči, kterou Václavovi on sám i Tovaryšstvo prokázali, mladý Michalovic vidí v římské církvi církev vrahů svého otce. Zrádný Konrád mu poté sebere knihu a rektor zahrne Václava urážkami a výhrůžkami. Pak dá mladíka spoutat a hodit na lůžko.
Václav má horečné sny, v nichž se mu vzpomínky z raného dětství mísí s obrazy lebek na Staroměstské věži a na druhé straně s líbezným zjevem Ignacie. Sen o její přítomnosti se promění ve skutečnost, neboť dívka si k němu našla cestu sklepením. Václav a Ignacie si vyznávají lásku, jsou však překvapeni rektorem a Ignaciiným strýcem, který se dovtípil, kam se poděla. Ignacie oba muže marně prosí o shovívavost vůči Václavovi. Když ji Huerta násilně vytrhne z Václavova náručí, omráčí ho provinilý novic železným křížem. Ale klášterní sluhové Ignacii násilím odvedou a Václav je opět samotný a zamknutý.
(Proměna – Loď chrámu sv. Salvátora) Incident přiměl Huertu uspíšit Ignaciinu svatbu s Verdugem. Obřad se koná v hlavním jezuitském chrámu a rektor koleje pronáší oddací řeč. Ale Václavovi se podařilo vyvléci se z pout a tajnou chodbou, kterou mu Ignacie ukázala, utéci z cely. Z výšky ochozu salvátorské kopule volá ke všem shromážděným, aby se vzepřeli pánům a kněžím, kteří jsou vrahy nejlepších synů a dcer národa. Nastává zmatek. Na ochoz hbitě vyběhne Konrád, aby Václava umlčel. Pustí se s ním do zápasu, a ač má Václav navrch, nakonec oba zaklesnuti do sebe spadnou z výšky na chrámovou dlažbu. Václavovo tělo je přivlečeno doprostřed kostela; Ignacie k němu s výkřikem klesá, rovněž mrtva.